# Дружний (Нижньогородська область)
Дружний (рос. Дружный) — селище в Кстовському районі Нижньогородської області Російської Федерації.
Населення становить 2229 осіб. Входить до складу муніципального утворення Ближнеборисовська сільрада.

## Історія
Від 2009 року входить до складу муніципального утворення Ближнеборисовська сільрада.

## Населення
| 2002 | 2010  |
| ---- | ----- |
| 2186 | ↗2229 |